# José Cano López
José Cano López, conegut com a Canito, (Llavorsí, 24 d'abril de 1956-La Pobla de Montornès, 25 de novembre de 2000) fou un futbolista català.

## Trajectòria esportiva
Fou un futbolista molt prometedor a finals dels 70 però que mai assolí la glòria que el seu talent i poder físic presagiava. Es va criar a l'anomenat Asil de Port, al barri de la Marina de Port, i va començar la seva carrera jugant al Club Atlètic Ibèria del mateix barri, que el va traspassar al Lloret. Del Lloret va passar a l'Espanyol i després al Barça, on jugà dues temporades, després de les quals retornà al club blanc-i-blau. Més tard jugà al Betis, Saragossa i Os Belenenses de Portugal. En total disputà 198 partits a primera divisió i va marcar 11 gols. Amb tot just 30 anys es retirà del futbol professional i acabà la seva vida esportiva al Lloret i a la Gimnàstica Iberiana.
Fou internacional absolut en una ocasió el 21 de desembre de 1978 en un Itàlia 1-Espanya 0 a Roma i participà en els Jocs Olímpics de Moscou 1980.
Va patir problemes amb les drogues i l'alcohol i morí en una difícil situació econòmica amb 44 anys després d'una llarga malaltia.